# 哈塔斯堡體育
哈塔伊體育（土耳其語：Hatayspor Kulübü）是土耳其哈塔伊省安塔基亞一家的足球俱乐部，成立于1967年7月23日，2020年以土耳其甲级足球联赛冠军身份晋级土耳其足球超级联赛。
2023年土耳其－敘利亞地震期间，俱乐部总部所在的大楼坍塌，多位球员及工作人员获救。哈塔伊体育事后宣布从土超退赛。2月18日，哈塔伊体育隊員之一加納球員基斯甸·艾素被證實在地震中遇難，球隊最終豁免降級。